# Hortense Schneider

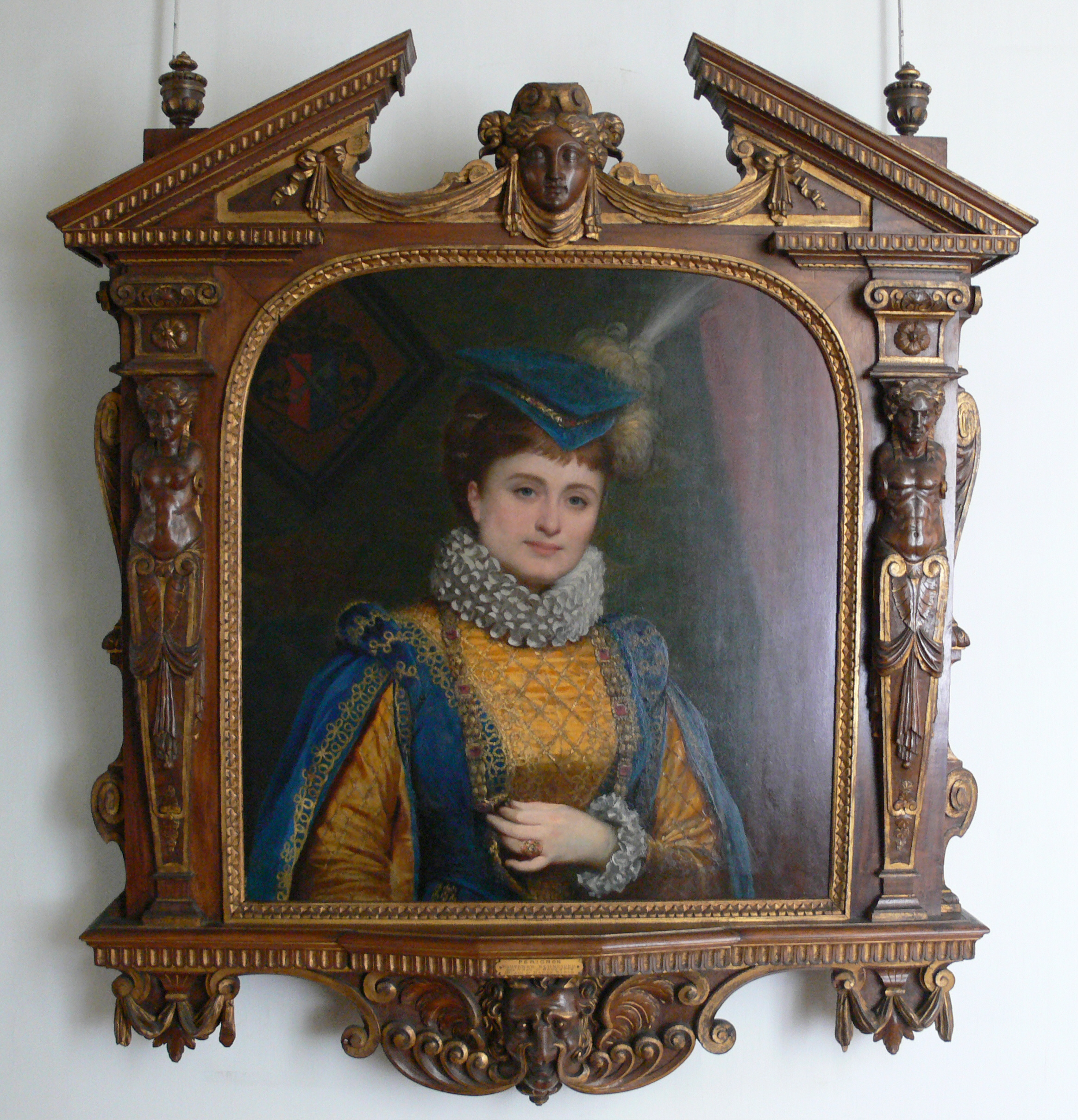
Alexis-Joseph Perignon: Hortense Schneider in der Rolle der „Boulotte“

Catherine Schneider, genannt Hortense (* 30. April 1833 in Bordeaux; † 5. Mai 1920 in Paris), war eine berühmte französische Operettendiva (Soubrette, Sopran) im Zweiten Kaiserreich.

## Leben
Hortense Schneider war Tochter eines Straßburger Schneiders, der sich in Bordeaux niedergelassen und dort geheiratet hatte. Noch als Kind, nach dem frühen Tod ihres Vaters, nahm sie Gesangsunterricht und zog mit einer Theatertruppe durch die Provinz. 1855 stellte sie sich auf Empfehlung des Sängers Jean Berthelier beim Komponisten Jacques Offenbach vor, der eben ein eigenes Theater unter dem Namen Théâtre des Bouffes-Parisiens eröffnen wollte, und wurde sofort engagiert.
Im Anschluss an zahlreiche Rollen in den kleineren Operetten Offenbachs wurde sie zum Star von vier seiner Großerfolge: La Belle Hélène (Die schöne Helena, 1864), Barbe-Bleue (1866), La Grande-Duchesse de Gérolstein (1867) und La Périchole (1868). Danach trat sie auch in Bühnenwerken von Hervé auf. Nach Offenbachs Tod 1880 zog sie sich von der Bühne zurück.
Sie verkörperte den Typ der kapriziösen, skandalumwitterten Diva, der nach der Mitte des 19. Jahrhunderts populär wurde, ähnlich wie die gleichaltrige Marie Geistinger im deutschen Sprachgebiet. Als launische und tyrannische Großherzogin des Operettenstaats Gerolstein parodierte sie die Aristokratie ihrer Zeit.
Aus ihrer Verbindung mit Emmanuel Jean Ludovic de Gramont-Vachères, Duc de Caderousse (1836–1865) entstammt ihr Sohn Georges André de Gramont-Vachères (1858–1919).
Hortense Schneider starb 1920 im Alter von 87 Jahren. Sie wurde auf dem Cimetière protestant in ihrer Heimatstadt Bordeaux beigesetzt.
1949 wurde ihr (und Offenbachs) Leben von Marcel Achard unter dem Titel La Valse de Paris verfilmt.

## Literatur

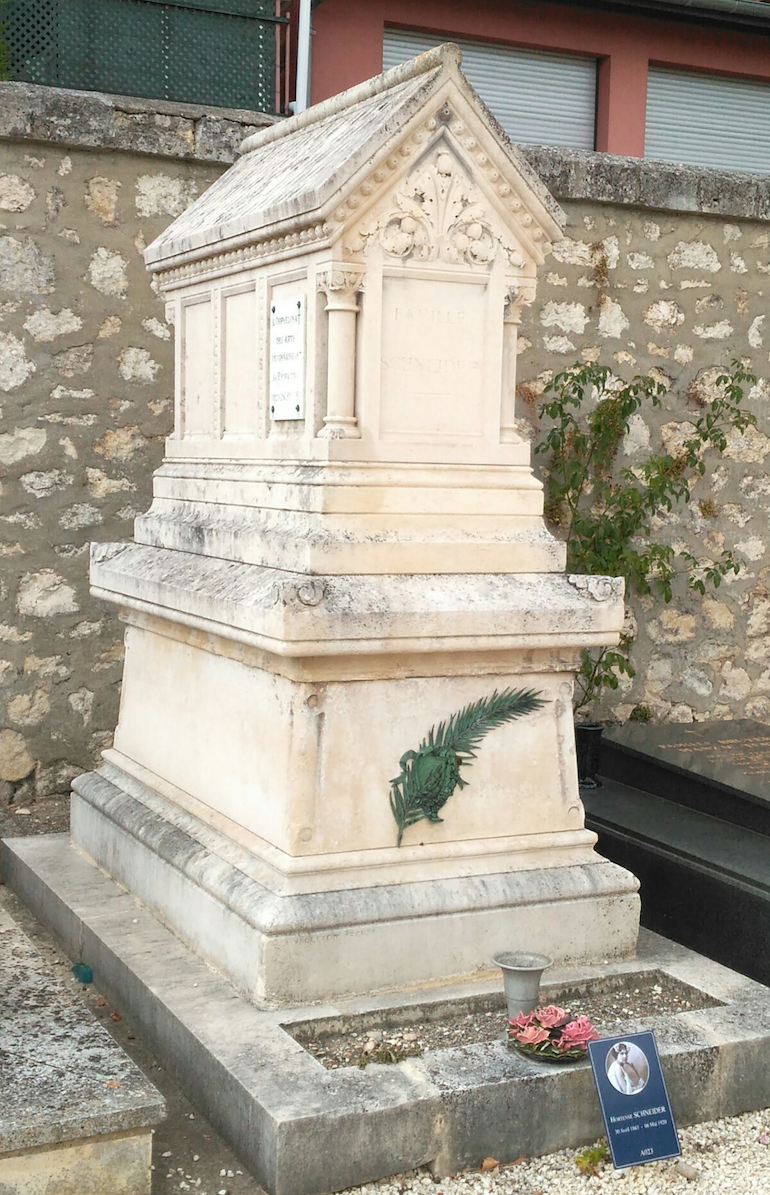
Grab (Bordeaux).